# Остроушко Володимир Миколайович
Володимир Миколайович Остроушко (нар. 8 січня 1979) — український футболіст, що грав на позиції півзахисника та захисника. Відомий за виступами за низку українських клубів різних ліг, виступав також за казахський клуб «Тараз» у вищому казахському дивізіоні та «Заглемб'є» із третього польського дивізіону.

## Кар'єра футболіста
Володимир Остроушко є вихованцем київського ЦСКА, і розпочав виступи на футбольних полях у третій команді київського армійського клубу, яка грала в аматорських змаганнях.
У професійному футболі Володимир Остроушко дебютував у команді «Система-Борекс» із пристоличної Бородянки, яка грала на той час у другій українській лізі. За два роки зіграв за бородянський клуб 55 матчів у другій лізі, та став гравцем іншого клубу з Київської області — «Нафком-Академія», який спочатку базувався в Ірпіні, та грав у другій лізі. За підсумками сезону 2002—2003 ірпінський клуб вийшов до першої ліги, а після сезону 2003—2004 змінив назву на «Нафком» та переїхав до Броварів. Футболіст грав у складі пристоличного клубу до кінця сезону 2004—2005, після чого отримав запрошення від клубу вищої ліги «Чорноморець» з Одеси. У одеському клубі Остроушко дебютував у вищій українській лізі, за півроку зіграв 8 матчів, та відбув в оренду до клубу першої ліги «Зоря» із Луганська. Саме цього сезону «Чорноморець» став бронзовим призером чемпіонату України, а «Зоря» виграла турнір першої ліги, так що за один сезон Остроушко отримав відразу дві футбольні відзнаки. Із початку сезону 2006—2007 року футболіст став гравцем луцької «Волині», яка за підсумками попереднього сезону вибула з вищої ліги. Проте Остроушко виступав за команду лише півроку, та провів у складі команди лише 15 матчів.
У 2007 році футболіст грав у казахському клубі місцевого вищого дивізіону «Тараз». Після повернення в Україну Остроушко грав за аматорські команди КНТЕУ (Київ) та «Зеніт» з Боярки. З початку сезону 2010—2011 став гравцем «Зірки» з Кіровограда. Після закінчення сезону Остроушко вирішив спробувати футбольного щастя у Польщі, де став гравцем клубу третього польського дивізіону «Заглемб'є» із Сосновця. У 2014 році Володимир Остроушко грав у аматорському клубі «Десна» (Погреби). По закінченні сезону 2013—2014 футболіст перейшов до нижчолігового польського клубу «Унія» із Зомбковіц, у складі якого в 2016 році завершив виступи на футбольних полях..

## Досягнення
- Бронзовий призер Чемпіонат України з футболу: 2005–2006
- Переможець Першої ліги України: 2005–2006